# Fika (pause café)
Pour les articles homonymes, voir Fika.

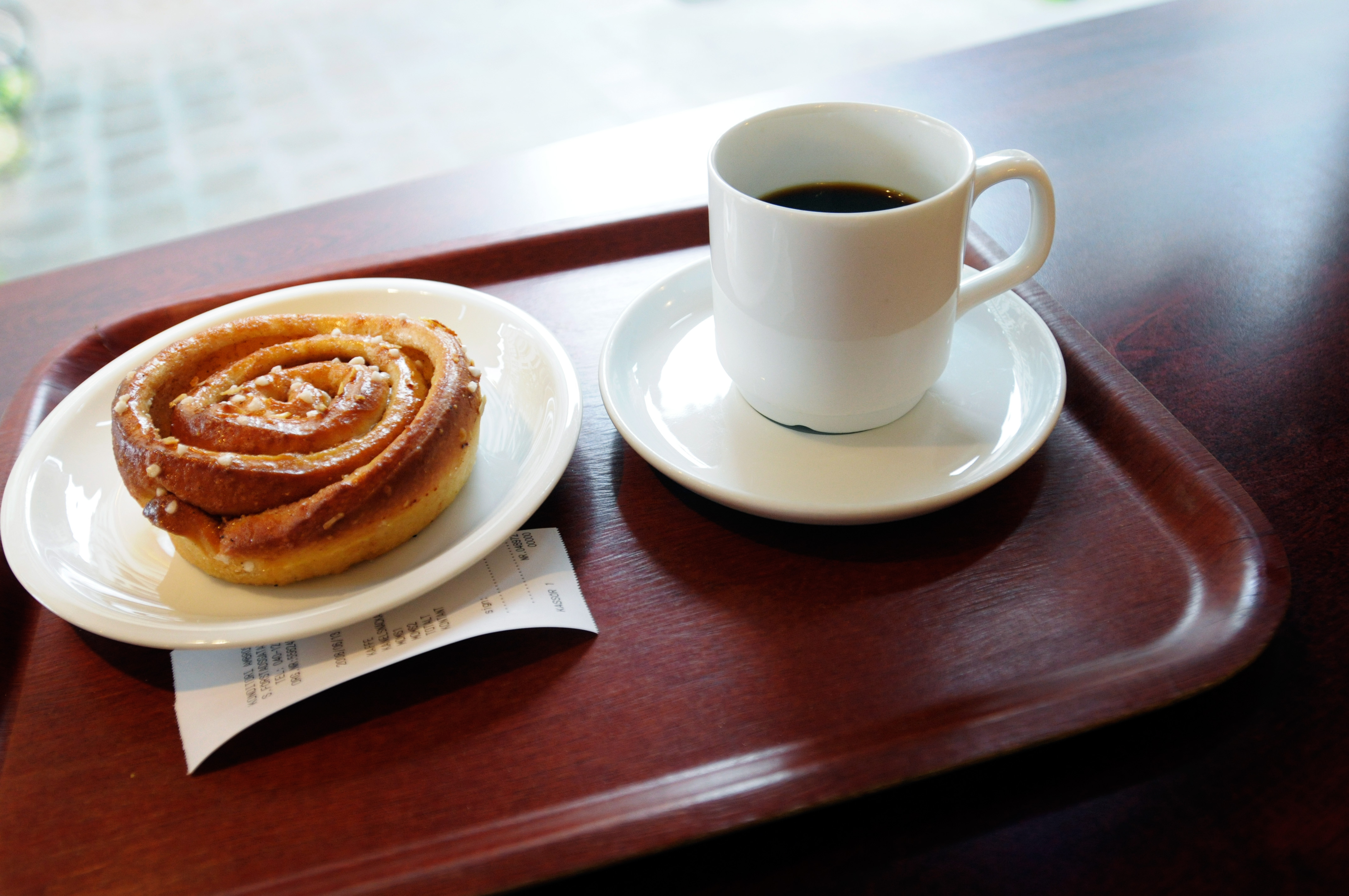
Un café et une kanelbulle, dégustés à l'occasion du fika.

Fika est un mot suédois qui désigne à la fois une pause café et le fait de prendre une pause café. Le mot fika est le verlan de kaffe, qui veut dire « café » en suédois.

## Aspect social
Le fika est une institution sociale en Suède : il s'agit de prendre une pause au travail ou au cours d'autres activités et de prendre un café avec ses collègues, des amis, en rendez-vous ou en famille. Le mot a une connotation tout à fait ambiguë[pas clair], et peut désigner un rendez-vous avec votre patron.
Les Suédois sont de grands buveurs de café, et le fika, une pratique très répandue.
De nombreux lieux de travail suédois ont institutionnalisé le café[réf. souhaitée] le matin et l'après-midi, mais le fika n'est pas seulement une pause de travail : c'est aussi un rassemblement social occasionnel.
Fika est à la fois un nom et un verbe,.
Cette pratique de prendre une pause pour un café et une collation légère (généralement une spécialité suédoise nommée kanelbulle, mais aussi un sandwich, etc.) entre les repas plus substantiels comme le déjeuner et le dîner est au cœur de la vie suédoise, les Suédois faisant partie des plus grands consommateurs de café dans le monde.

## Sources
- (en) Christina Johansson Robinowitz et Lisa Werner Carr, Modern-Day Vikings : A Practical Guide to Interacting With the Swedes, Intercultural Press, 2001, 228 p. (ISBN 978-1-877864-88-9, lire en ligne), p. 148.
- Yael Averbuch, « In Sweden: the Fika Experience », New York Times,‎ 2 novembre 2013.